# 鯖江市役所JK課
鯖江市役所JK課（日语：／）是日本福井縣鯖江市的市民合作推進專案，由住在鯖江市内，或在市内高等學校及高等專門学校上學的女高中生（羅馬化：Joshi Kōsei）進行社區營造活動。其中「JK課」為虛構課名，並非正式的行政機構。

## 背景
企画概念最初由福井縣出身的企畫人若新雄純提出，即讓平時與市役所及公共服務無甚交集的女高中生市民作為主角，以靈活的視角提出各種新的企画及想法，令自己所在的社區變得更歡樂、更有趣。2014年，鯖江市宣布將開始專案後，市役所隨即收到「名字裏的JK不是隠語嗎」等攻擊性郵件。JK課成立時，第1期成員共有13人。
鯖江市為推進市民参與的住民自治及新型社區營造，曾推出制定《市民主役条例》等一系列舉措，JK課這一實驗性質的公共事業亦是其中一環。鯖江市表示，將循「自己的社區自己營造」這一基本理念，探索及提出地域活性化方面新的自治体模型，而JK課的目標是藉由年青人的感性去除行政部門與市民間的隔閡，增強社區活力。JK課的窗口部門為鯖江市總務部市民協働課及鯖江市民主役条例推進委員会。
2017年，鯖江市申請商標「鯖江市JK課」，2018年登録番号第6050002号。

## 年表
- 2014年4月14日 - 設立[7]
- 2015年5月2日 - 2期生活動開始，包括上一年就參加活動的2年生及新加入的1年生，共13人[8]。
- 2016年 - 獲總務省平成27年度故鄉創生大賞（鯖江市獲自治体表彰）[9]
- 2018年 - 於国土交通省平成30年度地域創生表彰中，獲全国地域創生推進協議会会長賞[10]。
- 2019年 - 獲日本經營協會主辦的第11回合作社區營造表彰大獎[3][11]。

## 活動内容
成員每星期開会商討及決定活動内容。成立第一年，JK課共參與了22項活動的企画及運營，帶動地區氣氛。2014年7月，開始運營鯖江市圖書館的空席資訊應用程式「sabota」。
除此之外，亦發起過撿垃圾活動（亮晶晶計劃）及自創新甜點等。

## 影響
截至2018年，JK課共有47名成員，其中很多人表示透過JK課的活動喜歡上了鯖江，而13名第1期成員中有12人選擇定居於福井縣。活動同時提高了市民對行政的參與程度，有從未參與過行政活動的男高中生開始参加市民團體，而鯖江市其後又出現了名為鯖江市OC課的新專案。
鯖江市役所JK課的活動不僅獲頒「平成27年度故鄉創生大賞」（平成27年度ふるさとづくり大賞），更吸引超過200個團体前去考察。滋賀縣湖南市及鳥取縣日野郡日野町亦参考鯖江市設立了「JK課」。

## 脚注
1. ↑  略自日语：，羅馬化：Sabae-bon Dēta（鯖江圖書數據）。
2. ↑  意為「鯖江市阿姨課」，OC來自日语：，羅馬化：Oba-chan。

## 外部連結
- 鯖江市役所JK課 （页面存档备份，存于） - 官方網站
- 鯖江市役所JK課專案 （页面存档备份，存于） - 鯖江市
- 鯖江市役所JK課 網誌 （页面存档备份，存于）
- 鯖江市役所JK課的X（前Twitter）
- 鯖江市役所JK課的Facebook專頁